# Rise and Fall: Civilizations at War
Rise and Fall: Civilizations at War (detto anche Rise and Fall: Civiltà in Guerra) è un misto tra strategico in tempo reale e sparatutto in terza persona sviluppato dalla Stainless Steel e Midway, e distribuito sempre dalla Midway il 12 giugno 2006.

## Modalità di gioco
Principalmente, il gioco funziona come un normale RTS (strategico in tempo reale), consistendo di fatto nel creare una base, raccogliere le risorse, creare e reclutare un esercito e conquistare l'insediamento nemico distruggendo o prendendo possesso di tutti gli edifici nemici. Di regola, si vince distruggendo tutti gli edifici nemici importanti, ma è possibile anche impostare una vittoria per il controllo del maggior numero di avamposti. Sono disponibili vari tipi di unità ed edifici, adatti a battaglie sia terrestri che navali, tutte divise in fanteria, cavalleria, unità speciali, macchine d'assedio e flotte. Fanti, cavalieri e altri tipi di unità possono raggrupparsi automaticamente in formazioni da minimo 8 guerrieri identici e massimo 64, ricevendo bonus in attacco e difesa. Tre sono le risorse disponibili, ossia Oro, Legname e Gloria, usabili per costruire edifici, reclutare unità e ricercare nuovi miglioramenti. Vi è anche presente una quarta risorsa, la Stamina, usabile però solo nella "Modalità Eroe" per attaccare. La Gloria e la Stamina si ottengono rispettivamente durante le battaglie tra eserciti e quando un eroe elimina un nemico.
In molti giochi RTS, gli aggiornamenti presenti (spesso chiamati "Epoche") rappresentano i periodi storici o i livelli tecnologici; Rise and Fall usa un sistema simile: aggiornando il proprio eroe (chiamati "Livelli" nel gioco e acquistabili con la Gloria) diventano disponibili nuovi consiglieri, aggiornamenti, unità e tecnologie, e l'eroe diventa sempre più forte. I consiglieri (acquistabili anch'essi con la Gloria) donano benefici specifici all'esercito o all'economia del giocatore. Anche gli avamposti giocano un ruolo importante, in quanto sono difesi da dei guardiani (controllati da un computer neutrale) che attaccano automaticamente. Conquistare un avamposto incrementa il numero di unità reclutabili o navi costruibili, e i guardiani sconfitti riappaiono ma dalla parte del conquistatore. Per quanto riguarda le battaglie navali, le navi possono attaccare qualsiasi struttura grazie alle loro catapulta, oppure usare i rampini per aggrapparsi alle navi nemiche, permettendo all'equipaggio di abbordare e attaccare quello avversario (in caso di vittoria, la nave passa in mano all'attaccante, e con essa ogni sua tecnologia). Inoltre, le navi equipaggiate di tamburiere possono anche coordinare i propri movimenti e velocità per assaltare e speronare le navi nemiche. Quando una nave viene distrutta, l'equipaggio cade in mare, ma i superstiti possono ancora mettersi in salvo nuotando, a patto che riescano a evitare i proiettili dei nemici.
Altra caratteristica particolare nel gioco è la già menzionata "Modalità Eroe", che permette al giocatore di prendere temporaneamente il controllo di un personaggio storico in stile sparatutto in terza persona; tutti gli eroi dispongono di un attacco normale e uno pesante che danneggia le unità circostanti, e alcuni di essi, ad esempio Cleopatra, dispongono anche di un arco, permettendo al giocatore di passare allo sparatutto in prima persona. In questa Modalità Eroe, l'unità eroica diventa assai più potente, al punto che il giocatore può perfino distruggere intere formazioni nemiche; questa modalità richiede però la risorsa Stamina, che si prosciuga in fretta quando la si utilizza (è possibile aggiornare il proprio eroe anche in limiti massimi e consumo di Stamina). Per bilanciare il gioco, la Modalità Eroe è usata molto meno rispetto alla modalità strategica standard. Ognuna delle quattro civiltà (Egitto, Persia, Grecia e Roma) possiede due eroi, tra i quali figurano Cleopatra, Alessandro Magno, Achille, Germanico o Nabucodonosor.
Il gioco contiene anche un editor con il quale è possibile creare le proprie mappe e avventure.

## Trama
Rise and Fall include due campagne, ognuna divisa in Atti contenenti tra i due e i quattro capitoli a testa, ed ogni capitolo contiene un livello battaglia e una cutscene.

### Campagna di Alessandro
La prima campagna coinvolge Alessandro Magno nella sua conquista in Asia, e inizia con l'assassinio del re Filippo II di Macedonia. Alessandro è presentato come un principe ancora inesperto, eppure con molti doveri alle sue spalle; seguendo i consigli di Aristotele, il suo tutore, egli soffoca ribellioni in Grecia e nei suoi territori, e si allea con Parmenione, già fedele al padre Filippo. Alessandro insegue poi suo fratello per mare - essendo egli partito per la Persia - e affronta l'esercito e la flotta del generale Memnone. Viene però catturato tramite un inganno, ma riesce a fuggire solo dopo aver combattuto in un'arena. Comincia poi col saccheggiare le città persiane in Asia, raccoglie l'Arco di Ercole, un'arma mitica dai poteri immensi, e finalmente cattura il fratello e lo giustizia per tradimento. Alla fine, durante l'assedio di Tiro (storicamente avvenuto nel 332 a.C.), Alessandro uccide Memnone e si impossessa del suo regno. Questo segna l'inizio della sua maturità, ma anche della conquista dell'intero impero persiano...

### Campagna di Cleopatra
Siamo nel 31 a.C., e Cleopatra ha deciso di contrastare le legioni di Roma. Mentre le legioni si impossessano di gran parte dell'Egitto, Cleopatra, l'amante Marco Antonio e il di lei fratello Tolomeo organizzano una resistenza che riesce con successo a liberare parte dei territori sottomessi da Roma, ma Antonio e Tolomeo si diffidano l'un l'altro, in quanto credono che l'altro sia in realtà alleato di Roma. La sconfitta di alcune intere legioni di Roma costringe Ottaviano a mandare alcuni dei suoi migliori generali. Mentre Cleopatra riceve dalla regina di Nubia dei maestosi elefanti, Tolomeo viene arrestato per tradimento, come Marco Antonio si aspettava. Prima di essere giustiziato, l'egiziano incolpa il sacerdote guerriero Tor della lega con Roma, e il sacerdote lo dimostra prima uccidendo due guardie e poi lo stesso Marco Antonio; Cleopatra insegue il sacerdote traditore e lo uccide. Frattanto, il migliore generale di Ottaviano arriva con le sue legioni, ma è sconfitto tante volte che Ottaviano, stufo delle sue disfatte, lo uccide per esempio dell'esercito di Roma, per poi dirigersi verso Alessandria e saccheggiarla; in quel momento arriva Cleopatra, che ingaggia uno scontro contro Ottaviano. Cleopatra uccide l'Imperatore, ma, a sua volta mortalmente ferita nello scontro, muore tra le braccia del fratello, contenta di aver dato la sua vita per l'Egitto. Questi la seppellisce in una piramide fatta apposta per lei, in un funerale a cui partecipano molti egiziani, riconoscenti per l'eroismo della loro regina.

## Accoglienza
| Testata                            | Giudizio |
| ---------------------------------- | -------- |
| GameRankings (media al 30-01-2020) | 65%      |
| Metacritic (media al 30-01-2020)   | 64%      |
| GameSpot                           | 6.6/10   |
| GameSpy                            | 2.5/5    |
| GamesRadar+                        | 7/10     |
| IGN                                | 6/10     |
| Games Radar UK                     | 9/10     |
| Pro-G                              | 5/10     |

Oltre che a ricevere un'accoglienza altalenante, il gioco ha venduto un discreto numero di copie nel Regno Unito, ed è stato uno dei vincitori del "E3 2005: Best of Show" del sito Wargamer. Ha inoltre vinto il premio per la categoria "Strategia" al British Academy Video Games Awards. Secondo la ELSPA (Entertainment and Leisure Software Publishers Association), Rise and Fall: Civilizations at War è anche diventato un best seller nel Regno Unito poco dopo l'uscita, ed è rimasto nella classifica top-ten per ben due mesi.